# Мєркулов Андрій Юрійович
Андрі́й Ю́рійович Мєрку́лов (22 червня 1979, м. Ровеньки, Луганська область, Українська РСР — 18 лютого 2017, м. Авдіївка, Донецька область, Україна) — український військовослужбовець, солдат Збройних сил України, учасник російсько-української війни. Позивний «Дюс».

## Біографія
Народився 1979 року в місті Ровеньки на Луганщині. По закінченні 8 класів школи в місті Первомайськ вступив на навчання до будівельного технікуму, де здобув фах муляра-штукатура. Переїхав до селища Сутоган (Біле-1) Лутугінського району. Після строкової служби, яку проходив у Криму, почав працювати на шахті. З 2012 року мешкав на Дніпропетровщині у селі Миколаївка Петропавлівського району, що неподалік Павлограду.
У зв'язку з російською збройною агресією проти України 7 червня 2015 року, після того, як з війни повернувся його батько, вступив на військову службу за контрактом через Петропавлівський РВК. По закінченні терміну служби двічі подовжував контракт на півроку.
Солдат, стрілець-помічник гранатометника 1-го відділення 2-ї роти батальйону охорони 55-ї окремої артилерійської бригади (раніше — 39-й окремий мотопіхотний батальйон «Дніпро-2»).
Виконував завдання в районі міста Авдіївка. Загинув у ніч проти 19 лютого 2017 року внаслідок обстрілу бліндажа. Ще четверо бійців дістали тяжких поранень.
Похований в с. Миколаївка на Дніпропетровщині.
Залишилися батько, брат та син.

## Нагороди
Указом Президента України № 138/2017 від 22 травня 2017 року, «за особисту мужність і самовіддані дії, виявлені у захисті державного суверенітету та територіальної цілісності України, зразкове виконання військового обов'язку», нагороджений орденом «За мужність» III ступеня (посмертно).